# Зубарев Артем Сергійович
Артем Сергійович Зубарев (рос. Артем Сергеевич Зубарев; 12 серпня 1980, м. Уфа, СРСР) — російський хокеїст, захисник. Виступає за «Торос» (Нефтекамськ) у Вищій хокейній лізі. Майстер спорту.
Вихованець хокейної школи «Салават Юлаєв» (Уфа). Виступав за «Салават Юлаєв» (Уфа), «Кристал» (Саратов), «Нафтовик» (Альметьєвськ), ХК МВД, МХК «Крила».
Брат: Андрій Зубарев.
Досягнення
- Чемпіон ВХЛ (2012).